# Portuguesa
Portuguesa is een van de 23 deelstaten van Venezuela. De hoofdstad is Guanare. De staat is gelegen in het middenwesten van het land.

## Gemeenten
Portuguesa telt veertien gemeenten:
| Nr. | Gemeente                      | Inwoners | Hoofdplaats           | Inwoners |
| --- | ----------------------------- | -------- | --------------------- | -------- |
| 1   | Agua Blanca                   | 22.831   | Agua Blanca           | 21.506   |
| 2   | Araure                        | 175.480  | Araure                | 175.480  |
| 3   | Esteller                      | 51.563   | Píritu                | 50.513   |
| 4   | Guanare                       | 220.143  | Guanare               | -        |
| 5   | Guanarito                     | 42.108   | Guanarito             | -        |
| 6   | Monseñor José Vicente de Unda | 29.046   | Paraíso de Chabasquén | 20.574   |
| 7   | Ospino                        | 54.147   | Ospino                | -        |
| 8   | Páez                          | 205.933  | Acarigua              | 180.363  |
| 9   | Papelón                       | 16.911   | Papelón               | -        |
| 10  | San Genaro de Boconoito       | 24.853   | Boconoito             | -        |
| 11  | San Rafael de Onoto           | 19.591   | San Rafael de Onoto   | -        |
| 12  | Santa Rosalía                 | 15.311   | El Playón             | -        |
| 13  | Sucre                         | 47.435   | Biscucuy              | 12.779   |
| 14  | Turén                         | 71.825   | Villa Bruzual         | -        |

| Detailkaart                                                    |
| -------------------------------------------------------------- |
| Barinas Cojedes Lara Trujillo 1 2 3 4 5 6 7 8 9 10 11 12 13 14 |
| Gemeenten                                                      |